# Valparaíso de Goiás
Valparaíso de Goiás – miasto i gmina w Brazylii leżące w stanie Goiás. Gmina zajmuje powierzchnię 61,45 km². Według danych szacunkowych w 2016 roku miasto liczyło 156 419 mieszkańców. Położone jest około 180 km na północny zachód od stolicy stanu, miasta Goiânia, oraz około 40 km na południe od Brasílii, stolicy kraju. 
Pierwsze wzmianki o Valparaíso de Goiás pochodzą z 1959 roku przy realizacji pierwszej części parku São Bernardo, który powstawał w związku z budową nowej stolicy kraju, miasta Brasília. W tamtym czasie do regionu przybyła duża liczba imigrantów. Nazwa miasta jest hołdem dla jednego z nich – inżyniera z Valparaíso (Chile), który przybył do Brazylii i był odpowiedzialny za pierwszy projekt mieszkaniowy nowego miasta. Obecnie São Bernardo jest jedną z jego dzielnic. 18 lipca 1995 roku Valparaíso de Goiás zostało podniesione do statusu gminy. Nowa gmina została utworzona poprzez odłączenie terenów z gminy Luziânia. 
W 2014 roku wśród mieszkańców gminy PKB per capita wynosił 13 163,92 reais brazylijskich.